# ماثياس مادسن
ماثياس مادسن (بالدنماركية: Mathias Madsen)‏ هو لاعب كرة قدم دنماركي في مركز الدفاع، ولد في 8 مارس 2002 في الدنمارك في مملكة الدنمارك. لعب مع نادي هورسينس.

## وصلات خارجية
- ماثياس مادسن على موقع قاعدة بيانات كرة القدم.إي يو (الإنجليزية)
- ماثياس مادسن على موقع Soccerway.com (الإنجليزية)